# Bom Dia Ipanema
Bom dia, Ipanema! é um documentário independente do cineasta Joaquim Leães de Castro que retrata vendedores ambulantes da Praia de Ipanema, no Rio de Janeiro. O filme aborda dramas pessoais de oito trabalhadores, assim como o empreendedorismo e o marketing empírico (ou de guerrilha).

## Sinopse
O documentário capta personagens ilustres e carismáticos da clássica praia de Ipanema, no Rio de Janeiro.

## Elenco
- Claudinho do Sucolé
- Josefa da Silva
- Marçal do Açaí
- Marcelo do Mate
- Nelson Geneal
- Raphael Hareburger
- Val da Salada de Frutas
- Wellington Pereira

## Repercussão
O documentário já foi pauta no programa Encontro, da Fátima Bernandes, e do Sem Censura, de Leda Nagle. O filme também já foi exibido no Canal Brasil e atualmente está disponível na plataforma de streaming Looke.
Antes de estrear rendeu uma grande pauta no jornal O Globo sobre os trabalhadores informais.

## "Bom Dia Ipanema" como Portal de Notícias
Após o sucesso do documentário Bom Dia Ipanema, as redes sociais que serviram de plataforma para a divulgação do filme se transformaram num canal de notícias, assim como foi feito com o Quebrando o Tabu. Atualmente o portal produz notícias sobre arte, cultura, turismo, gastronomia e lazer no Rio de Janeiro. O site tem como editor-chefe o jornalista Vinícius Yamada, que fundou o portal Gay Blog Br.[carece de fontes?]